# 幻土
《幻土》（英語：A Land Imagined）是一部於2018年上映的新加坡劇情長片，由楊修華執導。該片入選第71屆洛迦诺电影节國際競賽單元，於2018年8月7日首映，並獲得金豹獎。

## 劇情
從中國大陸的工人王必成（劉曉義飾）在新加坡填海工程區神秘失蹤，警探Lok（俞宏榮飾）前往事發現場調查，於追尋真相中認識網路咖啡廳上班的Mindy（郭月飾），也盤查王必成的孟加拉移工同事們。

## 演員
- 郭月 飾演 Mindy
- 俞宏榮 飾演 Lok
- 陳澤耀 飾演 Jason
- 劉曉義 飾演 王必成
- Ishtiaque Zico 飾演 Ajit

## 發行
該部電影於2018年金馬國際影展受邀放映。

## 獎項及提名
| 類別           | 頒獎日期       | 獎項                          | 名字                               | 結果 | 參考  |
| -------------- | -------------- | ----------------------------- | ---------------------------------- | ---- | ----- |
| 洛迦诺电影节   | 2018年8月11日  | 金豹獎                        | 《幻土》                           | 獲獎 | [ 6 ] |
| 平遙國際電影節 | 2018年10月17日 | 羅伯托·羅西尼里榮譽－評審榮譽 | 《幻土》                           | 獲獎 | [ 7 ] |
| 亞洲電影大獎   | 2019年3月17日  | 最佳新導演                    | 《幻土》                           | 提名 | [ 8 ] |
| 金馬獎         | 2019年11月23日 | 最佳原著劇本                  | 楊修華                             | 獲獎 | [ 9 ] |
| 金馬獎         | 2019年11月23日 | 最佳原創電影音樂              | 張偉勇                             | 獲獎 | [ 9 ] |
| 金馬獎         | 2019年11月23日 | 最佳剪輯                      | 許瑞峰                             | 提名 | [ 9 ] |
| 金馬獎         | 2019年11月23日 | 最佳音效                      | Damien GUILLAUME、Gilles BENARDEAU | 提名 | [ 9 ] |

## 外部連結
- 開眼電影網上《幻土》的資料（繁體中文）
- 豆瓣电影上《幻土》的資料 （简体中文）
- 爛番茄上《幻土》的資料（英文）
- Metacritic上《幻土》的資料（英文）
- 互联网电影数据库（IMDb）上《幻土》的资料（英文）